# Żelazny Orzeł
Żelazny Orzeł (ang. Iron Eagle) – amerykańsko-kanadyjski film sensacyjny z 1986 w reżyserii Sidneya J. Furiego.

## Fabuła
Pułkownik lotnictwa kpt. Masters zostaje zestrzelony podczas lotu patrolowego nad jednym z bliskowschodnich państw. Trafia do niewoli gdzie zostaje jako szpieg skazany na karę śmierci. Jego syn Doug (Jason Gedrick), wraz z innym pilotem z bazy ojca „Chappym” Sinclairem (Louis Gossett Jr.), przygotowują misję odbicia kapitana Mastersa.

## Obsada
- Louis Gossett Jr. – Charles „Chappy” Sinclair
- Jason Gedrick – Doug Masters
- David Suchet – Minister Obrony
- Tim Thomerson – Ted
- Larry B. Scott – Reggie
- Caroline Lagerfelt – Elizabeth
- Jerry Levine – Tony
- Robbie Rist – Milo
- Michael Bowen – Knotcher
- Shawnee Smith – Joenie